# Marais d'Harchies
Situé à 19 km à l'ouest de Mons et à  25 km au sud-est de Tournai, l'ensemble des marécages d'Harchies-Hensies-Pommerœul constitue l'extrémité occidentale belge de la plaine alluviale de la Haine.
Les cartes du cabinet des Pays-Bas autrichiens tracées entre 1771 et 1778 montrent qu'une grande partie du bassin de la Haine était couverte de prairies humides ou marécageuses.
L'exploitation du charbon aux XIXe et XXe siècles a provoqué de nombreux affaissements miniers. La nappe aquifère de surface a envahi ces dépressions en de nombreux endroits, parsemant la vallée de la Haine d'étangs et de marécages.
Aux marais d'Harchies, l'augmentation de la surface couverte par les eaux a entraîné une évolution de la végétation et, vers 1950, un ensemble de biotopes riches et diversifiés s'est créé.
Après un assèchement tristement célèbre entre 1968 et 1971, le site a connu un nouveau départ à partir de 1973-1974. 
Situé au sein du bassin de la Haine, le complexe marécageux d'Harchies-Hensies-Pommerœul est le premier site Ramsar à avoir été créée en Région wallonne en 1986. Son intérêt biologique a permis de classer en ZPS (zone de protection spéciale) environ 550 hectares.
Les marais d'Harchies et de Pommerœul font partie du patrimoine de la Région Wallonne, tandis que le marais d'Hensies appartient aux RNOB (Natagora). L'ensemble du complexe est géré par un comité de gestion mixte RW-RNOB.
Parmi les oiseaux, environ 250 espèces sauvages ont déjà été vues. Le site est intéressant toute l'année. Les meilleures observations de migrateurs rares sont faites de mars à mai (p.ex. Faucon kobez, Guifette moustac...) et d'août à novembre. Les mois de juin et de juillet sont souvent calmes, mais permettent d'observer de nombreux nicheurs (dont le Blongios nain). La période de décembre à février permet d'observer beaucoup d'hivernants dont majoritairement des anatidés (15 espèces).

## Historique du marais
Au XVIIIe siècle, la vallée de la Haine est bordée de nombreuses prairies humides et même de marécages mais aucun véritable plan d’eau. Les marais qui couvrent le site ont pris naissance entre 1925 et 1930 à la suite d'une exploitation minière. Lors de l’abandon des « fosses », des affaissements miniers ont amené de nombreuses dépressions vite envahies par la nappe phréatique. Ce phénomène se produisit dans tout le bassin de la Haine, constituant un réseau important de plans d’eau. Aujourd’hui, seuls restent les étangs et marais de Douvrain (40 ha), des Marionvile (50 ha), d’Hautrage (80 ha) et d’Harchies-Hensies-Pommerœul (550 ha).
En 1968, avec le soutien du Ministère de l’Agriculture, une compagnie immobilière souhaitait reconvertir les marais en terres cultivables, et ce, malgré différentes démarches entreprises pour classer le site comme réserve naturelle. Entre 1969 et 1972, le marais fut asséché. En conséquence, de nombreuses pertes animales et végétales furent constatées (disparition par exemple de la loutre d’Europe et de la rainette arboricole). De plus, cette expérience fut un lourd échec. 
Dans les années 70, le site a été racheté par le Ministère de l’Éducation Nationale qui le confia à l’Institut Royal des Sciences Naturelles de Belgique (IRSNB) pour qu’il puisse être géré. Une fois le contrat signé par le Ministre, les opérations de drainage en cours pour l’assèchement du marais sont arrêtées permettant ainsi la reformation des étendues d’eau et le retour de nombreuses espèces sur le site. En 1994, les marais d’Harchies ont reçu le statut de ZHIB (zone humide d’intérêt biologique). Il est alors le premier espace wallon reconnu site Ramsar.

## Les richesses du marais
L’ensemble du site se compose de 4 étangs, situés sur les villages d’Harchies, Hensies et de Pommerœul. La superficie totale est estimée à 550 hectares. On y retrouve différents milieux liés à l’eau comme les roselières, des alignements de saules têtards, des bosquets humides et des prairies à joncs. La richesse de la chaîne alimentaire permet aux nombreuses espèces présentes sur le site de se nourrir, mais surtout d’en faire un site unique pour sa biodiversité. Ce plan d’eau offre également une aire de repos pour les différentes espèces d’oiseaux. Certaines espèces sont en halte migratoire automnale : elles y trouvent le repos et la nourriture nécessaires à leur long voyage vers le sud. D’autres y passent l’hiver avant de retourner vers leur site de reproduction. D’autres encore sont des visiteurs de printemps, elles font ainsi des marais leur lieu de nidification. Et enfin, on y retrouve un grand nombre d’oiseaux sédentaires typiques de nos régions. 
La particularité des marais est d’offrir de vastes roselières (estimées à 24,5 hectares.) Après les dégradations dues aux assèchements des années 70, une gestion de qualité leur a permis d’être aujourd’hui parmi les plus grandes de Wallonie. Aux abords des marais, les prairies humides à espaces ouverts sont propices au maintien d’espèces animales endémiques à ces milieux. La diversité du site est renforcée par des zones boisées. Les bois morts qui abritent dans leurs troncs ou leurs écorces, des chauves-souris, des chouettes ou des insectes sont des sources de nourriture pour de nombreux animaux.
Ce site de haut intérêt ornithologique abrite plus de 300 espèces d’oiseaux dont certains sont même considérés comme étant en danger de disparition. En Belgique, Harchies est l’un des derniers milieux permettant la nidification de certaines espèces comme le Blongios nain (Ixobrychus minutus). La richesse botanique joue également un rôle important pour la richesse biologique du marais.

## La gestion du marais

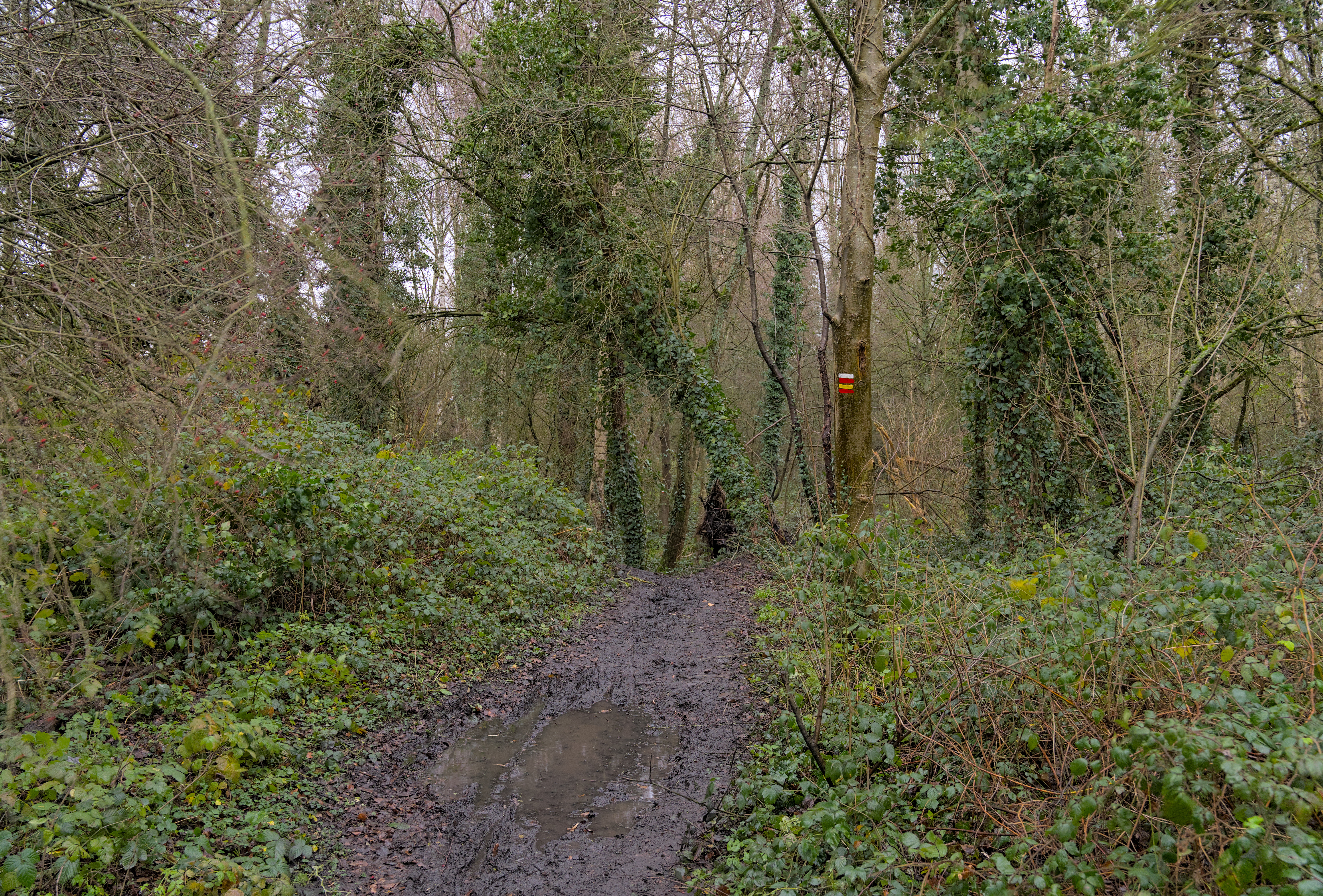
La GRP 123 / GR 121 longe le Nord des marais

Juridiquement, les marais d'Harchies ne sont pas une « réserve naturelle », cependant ils bénéficient de la protection de plusieurs autres statuts (Zone Humide d'Intérêt biologique, Zone Ramsar, Site Natura 2000). 
Les marais résultent de l’activité humaine et doivent donc être gérés afin de garder leur intérêt. Le réchauffement climatique, l’érosion des sols, la colonisation des roselières par les arbres, le niveau des eaux, la gestion des espèces envahissantes sont autant de problèmes à résoudre par l’équipe de gestion. Cette gestion est confiée à un comité composé de 3 représentants de la Région Wallonne et 3 représentants de l'ONG associée.
L’homme ne peut agir directement sur le site pour faire face aux agressions du climat. La gestion du climat entre dans un plan politique beaucoup plus large que le simple niveau du site (ex. : Kyoto). Un bon contrôle du niveau des eaux permet de conserver et de rajeunir certains milieux : les roselières par exemple. Il préserve ainsi l’habitat de certaines espèces d’oiseaux. La variation du niveau des eaux du marais maintient les roselières à un stade jeune pour les rendre plus accueillantes. Elles représentent un habitat propice non seulement pour les oiseaux mais aussi pour les mammifères, les poissons, les reptiles, … 
Les marais sont alimentés par des eaux provenant de la nappe souterraine, du ruissellement des prairies et des champs voisins. Ainsi, l’agriculture voisine est instituée en « zone tampon » du site et se voit donc soumise à un cahier des charges strict qui évite toute pollution due aux engrais chimiques et autres produits « phyto » .

## La gestion de la faune et de la flore
De concert avec les contrats de gestions signés avec les agriculteurs locaux, on procède à l’entretien des espaces semi-naturels en pratiquant le pâturage extensif. Ce procédé consiste à limiter l’invasion de plantes colonisatrices et de maintenir une végétation herbacée par le pâturage d’animaux de type rustique. C’est ainsi que nous croisons dans les marais, des vaches de race « Galloway ». Le comportement alimentaire de ces mammifères provoquera dans les espaces pâturés, des zones hétérogènes :
Des zones régulièrement broutées et maintenues très rases par les animaux ;
Des zones refusées par les animaux constituées de végétaux non consommés ;
Des zones intermédiaires : les animaux piétinent ces espaces et de ce fait, ils remettent le sol à nu.
Cette manière de gérer des espaces semi-naturels crée des niches écologiques fort différentes qui servent de milieux propices à de nombreuses espèces végétales et/ou animales. Il est évident qu’une seule gestion par la pratique d’un pâturage extensif ne peut suffire pour maintenir l’ensemble du site. La gestion de cet espace naturel passe également par des phases de débroussaillage. Cette technique radicale permet de rajeunir des milieux. Comme nous l’avons vu précédemment lors de l’analyse de la première photo, les roselières se situent au second plan dans le marais. Si l’homme ne le débroussaillait pas de temps en temps, la forêt qui se situe au troisième plan s’étendrait. Nous verrions alors apparaître dans la roselière, des arbres comme des saules, avides de milieux humides. Les marais se boiseraient et disparaitraient petit à petit.
La gestion du marais passe aussi par la plantation de haies qui deviennent ainsi le refuge de nombreuses espèces comme la Gorgebleue à miroir (Luscinia svecica). Les prairies de la zone tampon sont bordées de haies. 
La disparition du marais serait une catastrophe pour toutes les espèces endémiques par la perte de cet habitat. C’est pour toutes ces raisons que nous nous devons de protéger et d’entretenir directement ou indirectement ce site exceptionnel. Nous sommes ici en présence de l’exemple type de l’alliance entre la nature et l’activité humaine. Pendant de nombreuses années, ce site fut une richesse économique pour notre région. Maintenant, après son exploitation, l’homme a rendu à la nature ce qu’il lui avait emprunté, il en est donc garant et à ce titre redevable vis-à-vis des générations futures. Espérons que cet engagement sera respecté dans l’avenir sinon, à court terme, c’est l’espèce humaine qui en paiera les conséquences.

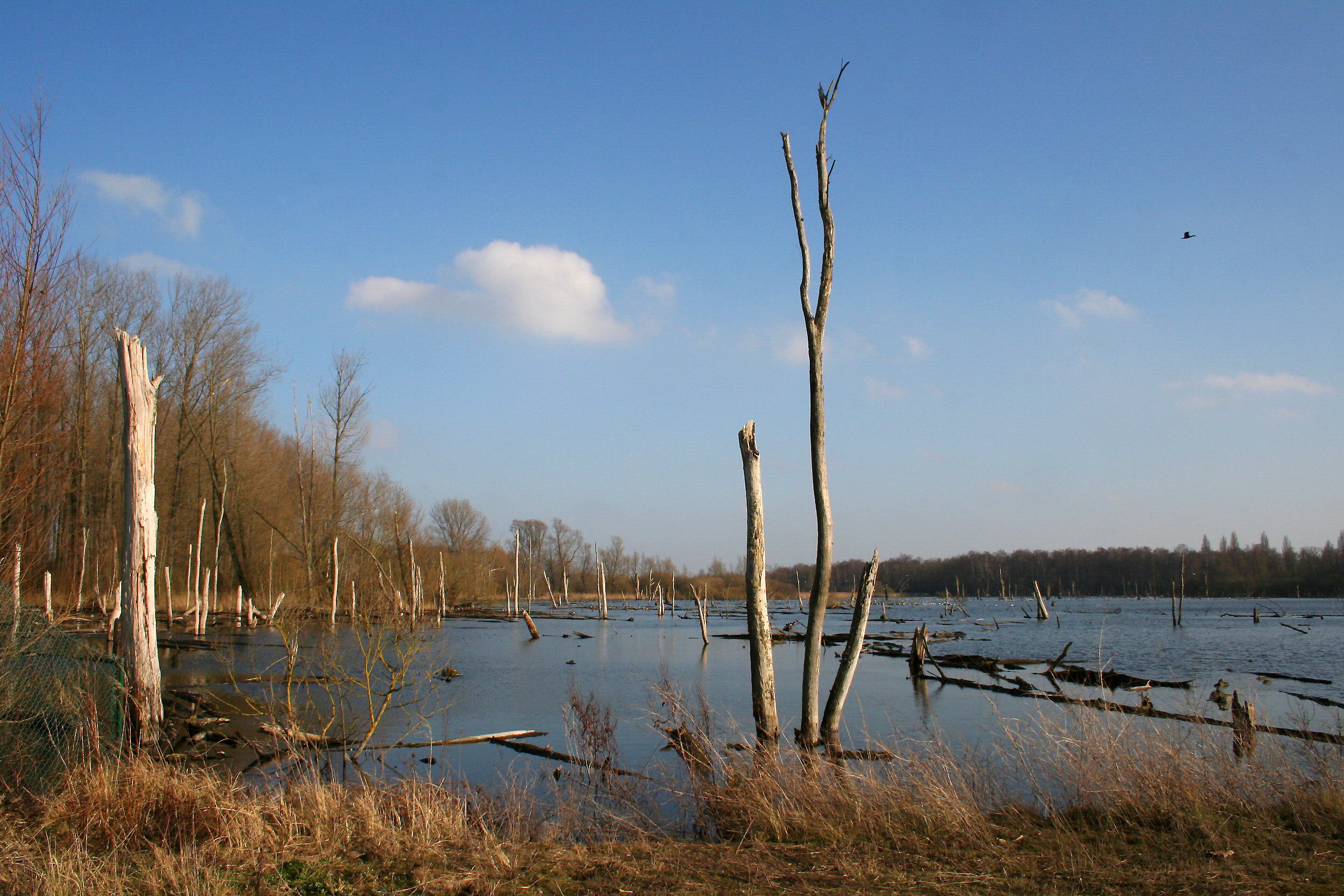
L'étang Van Gheyt, à Hensies.

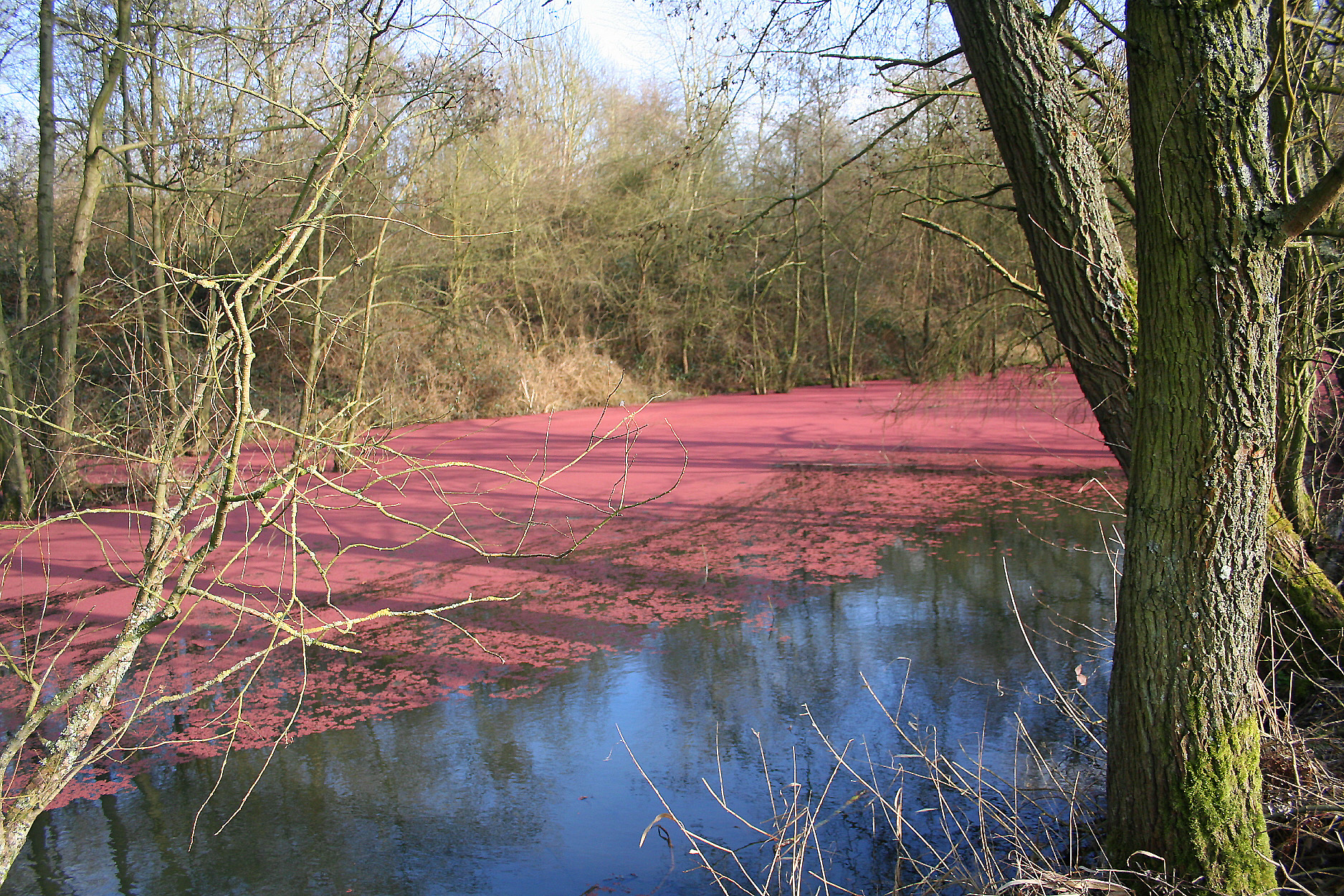
Le petit marais du Chemin des Maillettes, à Harchies.

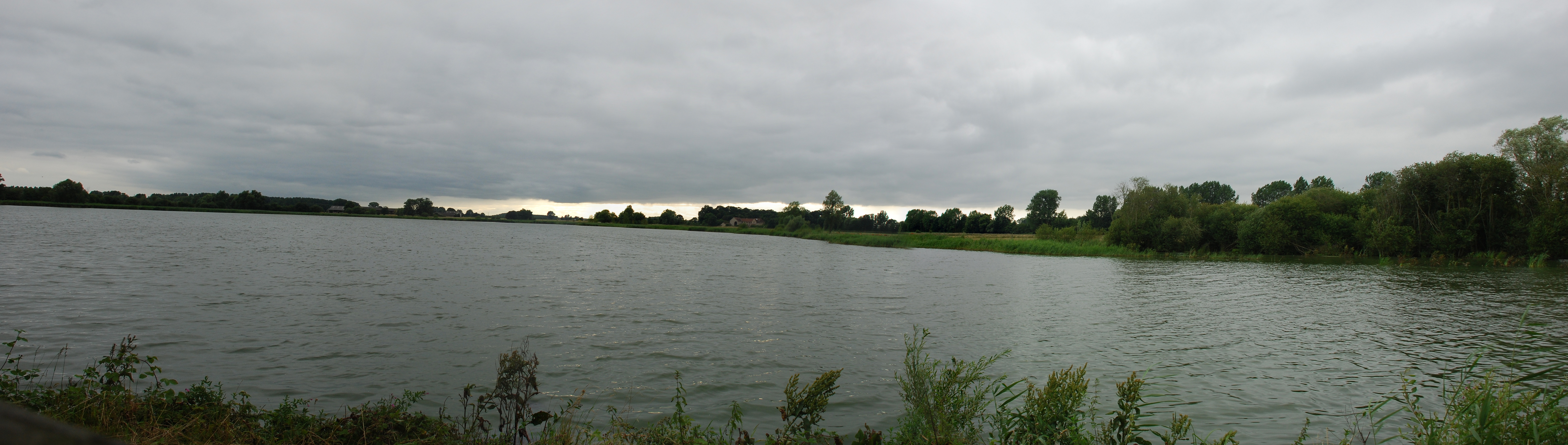
Panorama pris du milieu de l'étendue d'eau, à Harchies.

## Sources
- Magazines
  - ANRYS M., VERHAEGEN J.-P., Les marais d’Harchies - Hensies - Pommeroeul, Réserves Naturelles magazine, n° 6, novembre/décembre, 1988, p.165 - p.170.
  - PASTURE, B, 2001, A la découverte des marais d’Harchies-Hensies-Pommeroeul : Un patrimoine naturel d’exception, in : un dossier réalisé par le Centre Régional d’Initiation à l’Environnement d’Harchies
  - R.N.O.B., Animation Nature, Réserve naturelle magazine n°3, octobre/novembre/décembre, 1999
  - R.N.O.B., Animation Nature, Réserve naturelle magazine n°2, avril/mai/juin, 2000

- Livres
  - ANRYS P., Plan de gestion des Marais d’Harchies – Hensies - Pommeroeul, juin 1989
  - BULTYNCK P., Bernissart et les Iguanodons, Institut Royal des Sciences Naturelles de Belgique, 1989.
  - LACROIX G., Lacs et rivières, milieux vivants, Eco guides,  Éditions Bordas, 1991.
  - MAC CLINTOCK D., Guide des plantes, des fleurs, des arbres et des arbustes, d’Europe occidentale, Éditions Delachaux et Niestlé, 1986.
  - MULLARNEY, K et ZETTERSTROM, D, Le guide ornithologique, Paris, Delachaux et Niestlé, 2005, les guides des naturalistes

- Encyclopédie
  - VERHAEGEN J.-P., MORIAU M., Rapport ornithologique du centre de recherches biologiques d’Harchies pour l’année 1996, 1996

- Témoignage
  - Monsieur Eddy Calonne, guide-nature

- Sources Internet
  - http://home.scarlet.be/~p4u00056/feuillethhp.pdf
  - http://www.natagora.org/publications/A_la_decouverte_des_marais%20.pdf
  - http://www.bernissart.be/marais.htm
  - http://www.natagora.be
  - http://www.bernissart.be/marais-harchies.htm
  - http://www.oiseauxmaraisdharchies.be
  - http://www.terrils.be/fr/Tourisme/Randos/Topoguide/chainecouchant/chainelac/terrilharchies/ficheterrilsharchiessartis.php
  - http://biodiversite.wallonie.be/cgi/sibw.sgib.form.pl?SGIBCODE=126
  - http://www.hainaut.be/srp/newsletter/template/template.asp?page=liste_article&navcont=1,0,0&id=2578